# Édouard Herriot

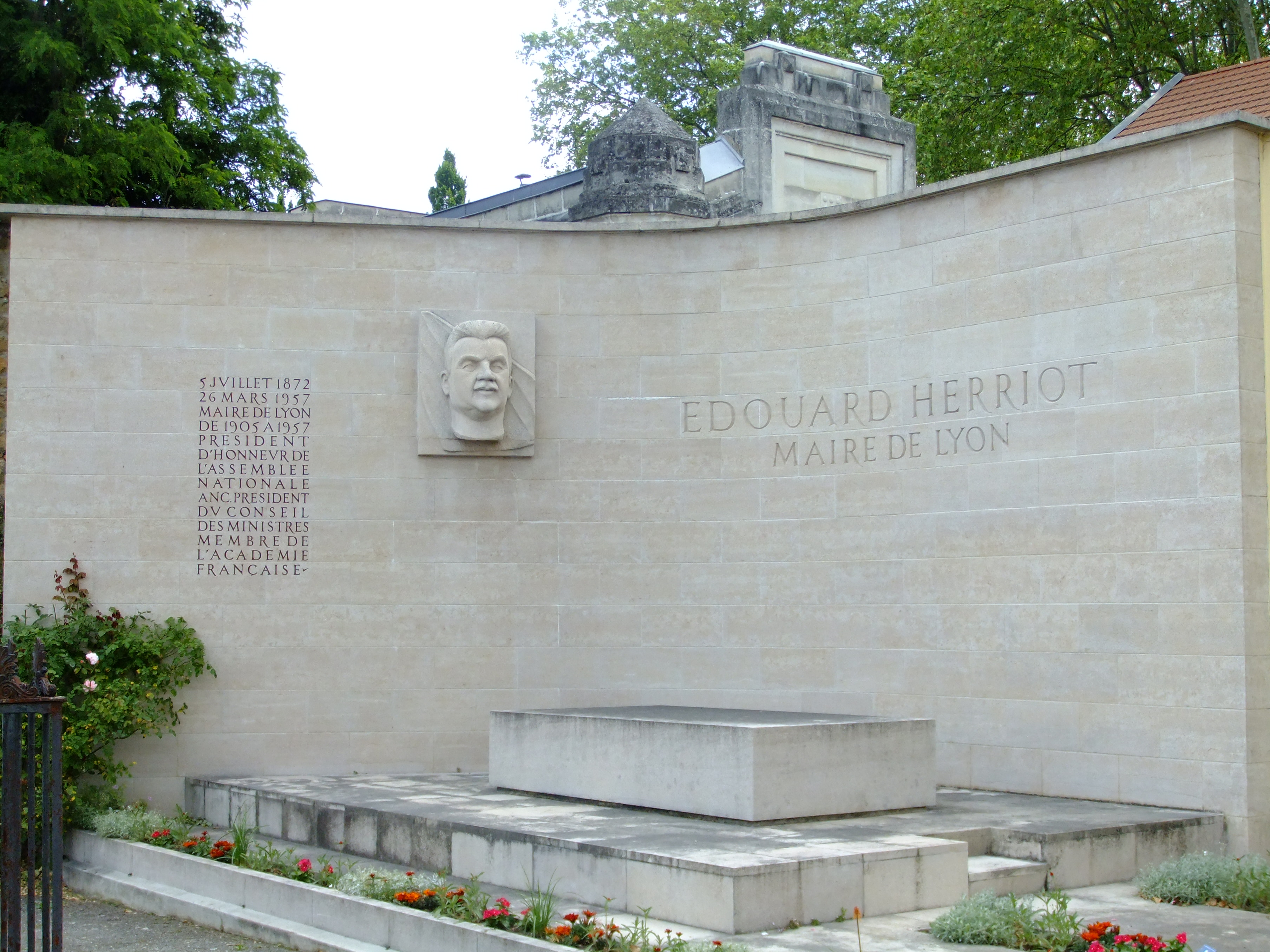
Hrob Édouarda Herriota na hřbitově Loyasse v Lyonu

Édouard Herriot (5. července 1872 – 26. března 1957) byl francouzský politik. Třikrát byl francouzským premiérem za Radikální stranu, a to od 14. června 1924 do 10. dubna 1925, podruhé od 19. července 1926 do 21. července 1926 a třetí od 3. června 1932 do 14. prosince 1932.
Byl synem důstojníka, vystudoval École normale supérieure a stal se středoškolským profesorem. Napsal životopisné knihy o Juliette Récamierové, Ludwigu van Beethovenovi a Denisu Diderotovi. Byl aktivní v Lize pro lidská práva a v Radikální straně. V roce 1905 se stal starostou Lyonu, v roce 1911 byl zvolen do Senátu, v letech 1916 až 1917 byl ministrem dopravy a veřejných prací a v roce 1919 se stal předsedou Radikální strany.
V roce 1924 vytvořil vládní koalici Cartel des Gauches. Jako premiér prosadil přijetí Dawesova plánu a diplomatické uznání Sovětského svazu, byl stoupencem Panevropské unie. Neúspěšně usiloval o omezení vlivu církve. V meziválečné francouzské politice byl aktivní jako předseda vlády, předseda parlamentu a ministr zahraničí. V roce 1933 vykonal návštěvu Sovětského svazu a pokoušel se prověřit zprávy o hladomoru na Ukrajině. Hostitelé mu ukazovali pouze vybraná vzorná hospodářství a přesvědčili ho o svobodě a blahobytu v zemi. Herriot pak vydal pochvalnou zprávu o sovětských poměrech, která výrazně ovlivnila postoje západních elit.
Patřil k vůdčím postavám Lidové fronty. Za druhé světové války byl jako hlasitý kritik vichistického režimu uvržen do domácího vězení. Roku 1946 získal osmé křeslo ve Francouzské akademii. V roce 1947 byl zvolen předsedou francouzského Národního shromáždění a tuto funkci zastával až do roku 1954. V letech 1950 až 1957 byl předsedou organizace La Jeunesse au plein air. V období čtvrté republiky vystoupil proti účasti Francie v Evropském obranném společenství. V roce 1955 mu byla udělena Mezinárodní cena míru za rok 1954.
Édouard Herriot zemřel 26. března 1957; státní pohřeb se konal 30. března 1957 za účasti prezidenta republiky, členů vlády a dalších představitelů francouzského veřejného života. Pohřben byl v Lyonu na hřbitově Loyasse.
V Lyonu je po Herriotovi pojmenováno lyceum a nemocnice.

## České překlady
- Evropa budoucnosti – Praha, Orbis, 1931. Přeložila Jiřina Hanušová, předmluvu napsal Edvard Beneš;
- Beethoven – Praha, Odeon, 1978. Přeložila Dagmar Steinová;